# Белый дворец (Брест)
Белый дворец — дворец в Бресте, бывшая церковь св. Петра и Павла монастыря василиан был основан в 1629 году. Во время строительства системы укреплений «Брестская крепость» в 1840-х гг. перестроен под офицерское казино. В 1918 году бывший перестроенный храм стал местом подписания Брестского мира. Сильно пострадал во время Второй мировой войны. Разобран в 1950-х.

## История
Строительство первого корпуса базилианского монастыря в Бресте началось в 1629 году и в 1631 году был завершен деревянное здание церкви св. апостолов Петра и Павла. С 1770 года. на месте деревянной церкви василиан начали строительство новой каменной церкви в стиле виленского барокко. Башни ее, однако, так и не были завершены. В 1835 году при строительстве Брестской крепости это была одна из немногих построек старого Бреста, которая не была разрушена. В результате перестроен под офицерское казино.
В годы Первой мировой войны в Брестской крепости велись мирные переговоры между представителями Советской России, с одной стороны, и Центральных держав ( Германии, Австро-Венгрии, Турции, Болгарии ) — с другой, которые завершились подписанием Брестского мира в Белом дворце 3 марта 1918 года. В этот период за зданием закрепилось название «Белый дворец».

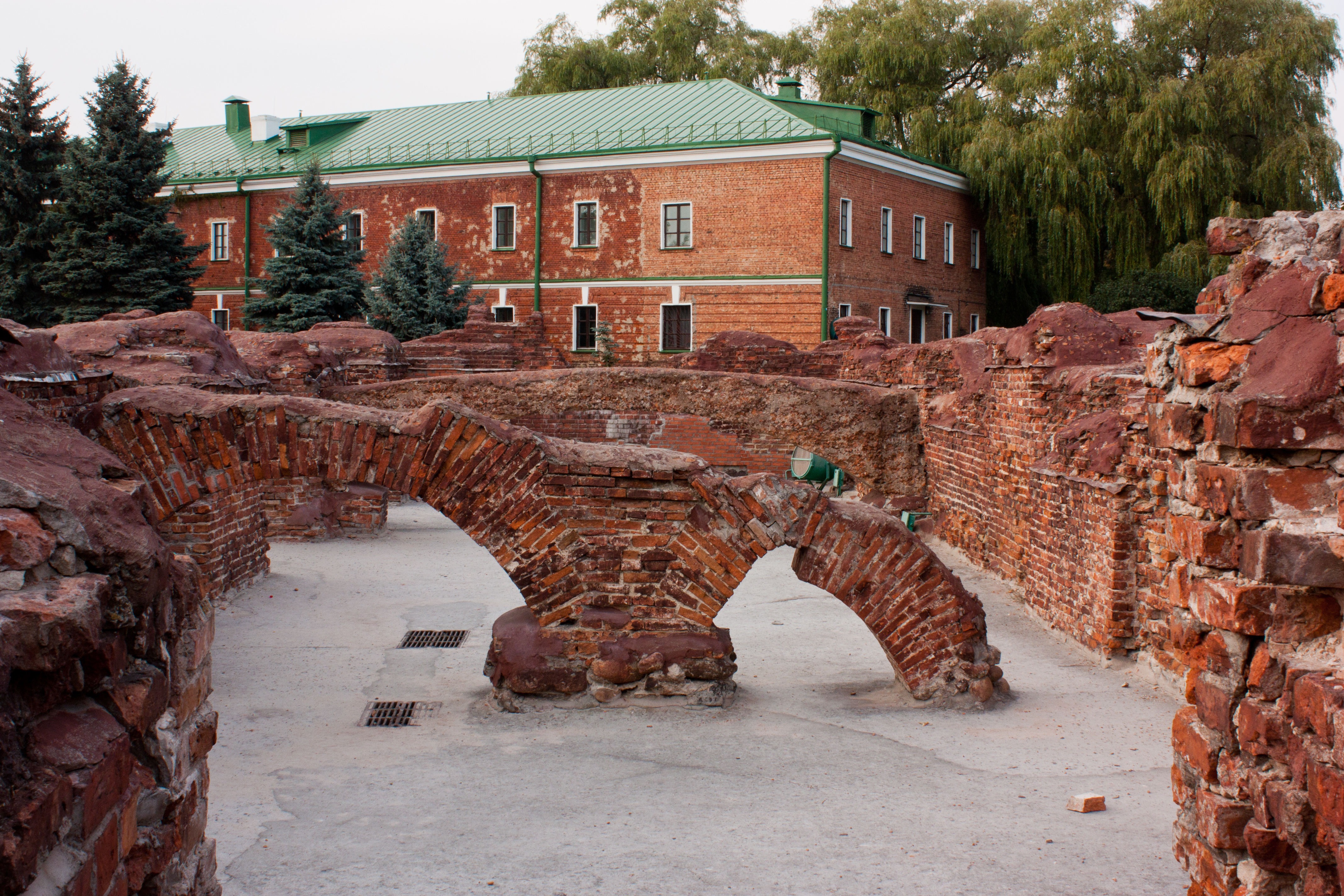
Руины дворца

Здание сильно пострадало во время Второй мировой войны. Во время обороны Брестской крепости солдатами Войска Польского 2 сентября 1939 г. здание было повреждено в результате немецкого авиаудара. Но основные повреждения здания, который был одним из очагов обороны, были нанесены во время советской обороны крепости от наступающих немецких войск в июне-июле 1941 года.
Разобран на кирпичи в начале 1950-х гг.
До нашего времени сохранились лишь фундаменты и фундаменты церкви, часть наружных стен. Руины Белого дворца находятся напротив входа в Музей обороны Брестской крепости . В 1968-1972 годах во время строительства музейного комплекса была разобрана часть фундаменте со стороны площади Церемониалов, а остальная часть законсервирована  .